# Майколь
Майколь (каз. Майкөл) — село в Костанайском районе Костанайской области Казахстана. Административный центр Майкольского сельского округа. Находится примерно в 20 км к западу от центра города Костаная. Код КАТО — 395447100.
В 13 км к северо-западу от села находится озеро Терехово, в 10 км к западу — Постояльское, в 17 км к западу — Куттык, в 18 км к северо-западу — Кайгара, в 20 км к западу — Узынколь, в 19 км к юго-западу — Кепебайколь, в 13 км к юго-западу — Кокпекты.

## Население
В 1999 году население села составляло 1214 человек (595 мужчин и 619 женщин). По данным переписи 2009 года, в селе проживало 1210 человек (554 мужчины и 656 женщин).